# Martensinus annulatus
Martensinus annulatus là một loài nhện trong họ Linyphiidae.
Loài này thuộc chi Martensinus. Martensinus annulatus được Jörg Wunderlich miêu tả năm 1973.